# Kundargi, Bilgi
Kundargi là một làng thuộc tehsil Bilgi, huyện Bagalkot, bang Karnataka, Ấn Độ.